# Hippeastrum kromeri
Hippeastrum kromeri là một loài thực vật có hoa trong họ Amaryllidaceae. Loài này được (Worsley) Meerow mô tả khoa học đầu tiên năm 1997.